# Новая литература Кыргызстана
«Новая литература Кыргызстана» (кирг. Кыргызстандын жаңы адабияты) — некоммерческая электронная библиотека в Кыргызстане, созданная в 2008 году Общественным Фондом поддержки авторов во главе с Олегом Бондаренко. Над проектом работал как и сам автор идеи Олег Бондаренко, так и приглашённые к сотрудничеству Национальный Союз писателей Кыргызской Республики, Национальная библиотека и Государственная патентно-техническая библиотека республики. Интерфейс библиотеки доступен на киргизском и русском языках.
Главная миссия библиотеки — собрать как можно больше произведений от современных отечественных авторов и от тех, кто имеет какое-либо отношение к республике. Проект также занимается оцифровкой произведений, которые были опубликованы в советское, или дореволюционное время (например, эпос «Манас»). Тексты могут быть на любом языке народов республики — киргизском, русском, казахском, татарском, немецком, украинском, уйгурском и других.

## История проекта
Автором идеи о создании первой в Кыргызстане электронной библиотеки для местных авторов был Олег Бондаренко, тогда менеджер в республиканском провайдере «АзияИнфо». В 2008 году при сотрудничестве с Национальным союзом писателей Кыргызстана, Национальной библиотекой и Государственной патентно-технической библиотекой республики, проект был запущен. На тот момент в библиотеке уже было размещено порядка ста произведений местных авторов. По случаю начала работы проекта была организована пресс-конференция на базе ИА «Кабар», на которой присутствовали Жылдыз Бакашова, Омор Султанов, лауреат «Русской премии» Турусбек Мадылбаев и Лариса Васильева, отметившая, что проект Бондаренко является продолжением миссии Чингиза Айтматова в сближении культур народов. Спустя год после начала работы библиотеки было загружено пятьсот семьдесят произведений, а картотека авторов насчитывала двести восемь человек. Среди первых авторов были Талип Ибраимов, Турусбек Мадылбаев, Арон Брудный, Давид Маркиш, Эрнест Абдыжапаров, Светлана Суслова и другие. На 2009 год библиотеку посещало от пятидесяти до девяноста посетителей, половина из которых приходилась на страны СНГ, США, Канаду, Германию, Австралию и Китай.
Библиотека «Новая литература Кыргызстана» не частный проект — это орган Общественного Фонда поддержки авторов. В состав его учредителей входили сам создатель библиотеки Олег Бондаренко, Турусбек Мадылбай, издатель Эдилбек Сарыбаев и предприниматель Игорь Жеребко, а также Ассоциация публичных библиотек Кыргызстана в лице директора Жылдыз Бакашовой, Государственная патентно-техническая библиотека в лице директора Людмилы Баклыковой и Национальный Союз писателей в лице председателя Омора Султанова. Офис Фонда располагался в Национальной библиотеке Кыргызстана. Помимо редакционной коллегии, в которую в разные годы входили входили писатель Турусбек Мадылбаев, филологи Шайыркул Батырбаева, Асель Жунушалиева (в киргизском разделе) и сам Бондаренко (в русском), есть и общественный редакционный совет, в составе которого были Александр Эбаноидзе, Лариса Васильева и другие.
В 2010 году «Новая литература Кыргызстана» совместно с Национальной библиотекой республики приступили к работе над оцифровкой эпоса «Манас». В 2013 году результат был опубликован, что стало первой публикацией киргизского эпоса в электронном виде. В 2014 году автор проекта рассказал о финансовых проблемах проекта, усилившихся ещё год назад. Не хватало средств на продолжение работы по оцифровке книг, в частности эпосов «Семетей» и «Сейтек» на киргизском языке. В апреле 2023 года создатель проекта Олег Бондаренко скончался, и уже в мае Телеграм-канал киргизского телеканала «Апрель» сообщил о недоступности библиотеки.

## Цели и функции библиотеки
Электронная библиотека «Новая литература Кыргызстана» публикует произведения, написанные киргизскими авторами-современниками. Однако вместе с этим, редколлегия рассматривает и те произведения, относящиеся к киргизскому литературному наследию, а также от людей, имеющих какую-либо связь с республикой. Библиотека может оцифровать и разместить уже изданные книги (автор самостоятельно определяет доступность текста), так и рукописи — в этом случае редакционный совет проекта самостоятельно оценивает ценность материала для проекта. Особое внимание уделяется защите авторских прав — все произведения принимаются на рассмотрение редакционной коллегией только с письменного разрешения правообладателя или наследника. Работы публикуются в формате MS Word или PDF с защитой от копирования или изменения. Перед ознакомлением с произведением, читатель должен заключить «электронное соглашение», где предупреждается о незаконности тиражирования и коммерческого использования материала.
Олег Ярославович определял свой проект, как «публичная библиотека, только перенесённая в Интернет-пространство». Она построена по хрестоматийному принципу, то есть собрать как можно больше произведений от всех писателей современного Кыргызстана. В случае, если размещение произведений значимого деятеля культуры республики невозможно, то в разделе «Кто есть кто» будет размещена краткая биобиблиографическая справка о нём. В проекте невозможна самостоятельная публикация произведений (подобно Библиотеке Мошкова), чтобы избежать публикаций от авторов, не имеющих отношения к Кыргызстану. Изначально, в «Новой литературе Кыргызстана» размещались произведения только на киргизском и русском языках, однако с июня 2009 года география языков расширилась — стала возможна публикация произведений на любом языке народов республики — казахском, татарском, немецком, украинском, уйгурском и других.

## Признание
Проект был поддержан экс-президентом Кыргызстана Розой Отунбаевой. В киргизоязычном Интернете (кирнете) это стало первым случаем поддержки онлайн-ресурса со стороны правительства. По мнению заведующего кафедрой истории и теории литературы КРСУ, кандидата филологических наук Бахтияра Койчуева, проект «Новая литература Кыргызстана» в век информатизации общества дал молодым авторам республики новые возможности для творческого самовыражения. Также Койчуев отметил, что проект Бондаренко является информационной компиляцией многообразия интеллектуальных и художественных поисков творческих людей республики. Карина Касымова (БГУ им. К. Карасаева) отнесла библиотеку к «рупорам» современной русскоязычной литературы Кыргызстана. По её мнению, благодаря «Новой литературе Кыргызстана» можно проанализировать тенденции развития постсоветской республиканской литературы: «Оказалось, что в стране есть новое поколение прозаиков и поэтов, причем очень много блестящих авторов. Вот только подобные инициативы на государственном уровне не получают ни должного внимания, ни поддержки». Библиотека входит в перечень информационных справочных систем и программного обеспечения КРСУ им. Б. Ельцина, БГУ им. К. Карасаева.
После проведения анализа образовательных ресурсов Кыргызстана в 2016 году, доктор технических наук, член-корреспондент НАН КР Улан Бринкулов отнёс проект к востребованным ресурсам кирнета. К недостаткам сайта он отнёс его слабое индексирование поисковыми роботами, отсутствие поддержки навигации по библиотеке. В ходе исследования также были выявлены низкие показатели тематического индекса цитирования (90), траста (15), средний уровень доверия поисковых систем (3 из 6) и низкий показатель спама (1,2 %). По итогам исследования всех образовательных ресурсов республики, «Новая литература Кыргызстана» заняла шестое место из тринадцати, обогнав киргизскую Википедию.

### Проведение конкурса «Много языков — один мир»
В 2008 году «Новая литература Кыргызстана» совместно с Министерством по делам молодёжи Кыргызской Республики, литературным клубом «Золотая табуретка» Американского университета в Центральной Азии (АУЦА) и Офисом верховного комиссара по делам национальных меньшинств ОБСЕ, организовала конкурс «Много языков — один мир» (раннее носил название литературного клуба АУЦА) для школьников и студентов СНГ. Конкурс проводился до 2015 года. Работы победителей публиковались в библиотеке и издавались в виде альманаха.

## Критика
Патентная служба Кыргызстана (Кыргызпатент) назвала размещение «Новой литературой Кыргызстана» произведений в онлайн доступе «юридически сомнительным и неправомерным», обосновывая это тем, что литературные произведения «легко поддаются репродуцированию и сбыту широкой публике, чему в значительной степени способствует развитие Интернет и новых технологий». Осенью 2008 года библиотеке объявили бойкот писатели старшего поколения республики — проект критиковали на заседаниях Союза писателей Кыргызстана за то, что библиотека «выманивает» произведения, чтобы заработать на них. В результате этого количество произведений в киргизском разделе стало уступать русскому.